# Oscarverleihung 1958
Übersicht aller ausgezeichneten Filme

◄◄ | ◄ | 1954 | 1955 | 1956 | 1957 | Oscarverleihung 1958 | 1959 | 1960 | 1961 | 1962 | ► | ►►

Weitere Ereignisse
Die Oscarverleihung 1958 fand am 26. März 1958 im RKO Pantages Theatre in Los Angeles statt. Es waren die 30th Annual Academy Awards. Im Jahr der Auszeichnung werden immer Filme des vergangenen Jahres ausgezeichnet, in diesem Fall also die Filme des Jahres 1957.
Die Oscarverleihung 1958 war die erste Verleihung, welche vollständig live im Fernsehen zu sehen war.

## Moderation
James Stewart, David Niven, Jack Lemmon, Rosalind Russell und Bob Hope führten als Moderatoren durch die Oscarverleihung. 

## Gewinner und Nominierungen

### Bester Film
präsentiert von Gary Cooper
Die Brücke am Kwai (The Bridge on the River Kwai) – Sam Spiegel
Die zwölf Geschworenen (12 Angry Men) – Henry Fonda, Reginald Rose
Glut unter der Asche (Peyton Place) – Jerry Wald
Sayonara – William Goetz
Zeugin der Anklage (Witness for the Prosecution) – Arthur Hornblow junior

### Beste Regie
präsentiert von Sophia Loren
David Lean – Die Brücke am Kwai (The Bridge on the River Kwai)
Joshua Logan – Sayonara
Sidney Lumet – Die zwölf Geschworenen (12 Angry Men)
Mark Robson – Glut unter der Asche (Peyton Place)
Billy Wilder – Zeugin der Anklage (Witness for the Prosecution)

### Bester Hauptdarsteller
präsentiert von Cary Grant
Alec Guinness – Die Brücke am Kwai (The Bridge on the River Kwai)
Marlon Brando – Sayonara
Anthony Franciosa – Giftiger Schnee (A Hatful of Rain)
Charles Laughton – Zeugin der Anklage (Witness for the Prosecution)
Anthony Quinn – Wild ist der Wind (Wild Is the Wind)

### Beste Hauptdarstellerin
präsentiert von John Wayne
Joanne Woodward – Eva mit den drei Gesichtern (The Three Faces of Eve)
Deborah Kerr – Der Seemann und die Nonne (Heaven Knows, Mr. Allison)
Anna Magnani – Wild ist der Wind (Wild Is the Wind)
Elizabeth Taylor – Das Land des Regenbaums (Raintree County)
Lana Turner – Glut unter der Asche (Peyton Place)

### Bester Nebendarsteller
präsentiert von Lana Turner
Red Buttons – Sayonara
Vittorio De Sica – In einem anderen Land (A Farewell to Arms)
Sessue Hayakawa – Die Brücke am Kwai (The Bridge on the River Kwai)
Arthur Kennedy – Glut unter der Asche (Peyton Place)
Russ Tamblyn – Glut unter der Asche (Peyton Place)

### Beste Nebendarstellerin
präsentiert von Anthony Quinn
Miyoshi Umeki – Sayonara
Carolyn Jones – Die Junggesellenparty (The Bachelor Part)
Elsa Lanchester – Zeugin der Anklage (Witness for the Prosecution)
Hope Lange – Glut unter der Asche (Peyton Place)
Diane Varsi – Glut unter der Asche (Peyton Place)

### Bestes Szenenbild
präsentiert von Gregory Peck und Eva Marie Saint
Ted Haworth, Robert Priestley – Sayonara
Gene Allen, William A. Horning, Richard Pefferle, Edwin B. Willis – Die Girls (Les Girls)
Sam Comer, George W. Davis, Ray Moyer, Hal Pereira – Ein süßer Fratz (Funny Face)
Louis Diage, Walter Holscher, William Kiernan – Pal Joey
William A. Horning, Hugh Hunt, Urie McCleary, Edwin B. Willis – Das Land des Regenbaums (Raintree County)

### Beste Kamera
präsentiert von Joan Collins
Jack Hildyard – Die Brücke am Kwai (The Bridge on the River Kwai)
Ellsworth Fredericks – Sayonara
Ray June – Ein süßer Fratz (Funny Face)
Milton R. Krasner – Die große Liebe meines Lebens (An Affair to Remember)
William C. Mellor – Glut unter der Asche (Peyton Place)

### Kostüm-Design
Die Girls (Les Girls) – Orry-Kelly
Die große Liebe meines Lebens (An Affair to Remember) – Charles Le Maire
Ein süßer Fratz (Funny Face) – Edith Head, Hubert de Givenchy
Pal Joey – Jean Louis
Das Land des Regenbaums (Raintree County) – Walter Plunkett

### Dokumentarfilm (Langform)
Albert Schweitzer – Jerome Hill
On the Bowery – Lionel Rogosin
Torero – Manuel Barbachano Ponce

### Schnitt
Die Brücke am Kwai (The Bridge on the River Kwai) – Peter Taylor
Zwei rechnen ab (Gunfight at the O.K. Corral) – Warren Low
Pal Joey – Viola Lawrence, Jerome Thoms
Sayonara – Arthur P. Schmidt, Philip William Anderson
Zeugin der Anklage (Witness for the Prosecution) – Daniel Mandell

### Fremdsprachiger Film
Die Nächte der Cabiria (Le Notti di Cabiria) – Italien
Mother India – Indien
Nachts, wenn der Teufel kam – Deutschland
Soweit die Kräfte reichen (Ni liv) – Norwegen
Die Mausefalle (Porte des Lilas) – Frankreich

### Musik (Scoring)
Die Brücke am Kwai (The Bridge on the River Kwai) – Malcolm Arnold
Die große Liebe meines Lebens (An Affair to Remember) – Hugo Friedhofer
Der Knabe auf dem Delphin (Boy on a Dolphin) – Hugo Friedhofer
Perris Abenteuer (Perri) – Paul J. Smith
Das Land des Regenbaums (Raintree County) – Johnny Green

### Musik (Original Song)
„All the Way“ aus Schicksalsmelodie (The Joker Is Wild) – Jimmy Van Heusen, Sammy Cahn
„An Affair to Remember (Our Love Affair)“ aus Die große Liebe meines Lebens (An Affair to Remember) – Harry Warren, Harold Adamson, Leo McCarey
„April Love“ aus Junges Glück im April (April Love) – Sammy Fain, Paul Francis Webster
„Tammy“ aus Tammy (Tammy and the Bachelor) – Ray Evans, Jay Livingston
„Wild Is the Wind“ aus Wild ist der Wind (Wild Is the Wind) – Dimitri Tiomkin, Ned Washington

### Kurzfilm (Cartoons)
Die Anonymen Vogelfresser (Birds Anonymous) – Eddie Selzer
One Droopy Knight – William Hanna, Joseph Barbera
Tabasco Road – Eddie Selzer
Trees and Jamaica Daddy – Stephen Bosustow
The Truth About Mother Goose – Walt Disney

### Kurzfilm (Live Action)
The Wetback Hound – Larry Lansburgh
Die Geschichte vom Stuhl (A Chairy Tale) – Norman McLaren
City of Gold – Tom Daly
Foothold on Antarctica – James Carr
Portugal – Ben Sharpsteen

### Ton
Sayonara – George Groves (Warner Bros. SSD)
Zwei rechnen ab (Gunfight at the O.K. Corral) – George Dutton (Paramount SSD)
Die Girls (Les Girls) – Wesley C. Miller (MGM SSD)
Pal Joey – John P. Livadary (Columbia SSD)
Zeugin der Anklage (Witness for the Prosecution) – Gordon Sawyer (Samuel Goldwyn SSD)

### Spezialeffekte
Duell im Atlantik (The Enemy Below) – Walter Rossi
Lindbergh – Mein Flug über den Ozean (The Spirit of St. Louis) – Louis Lichtenfield

### Adaptiertes Drehbuch
Die Brücke am Kwai (The Bridge on the River Kwai) – Pierre Boulle, Carl Foreman, Michael Wilson
Die zwölf Geschworenen (12 Angry Men) – Reginald Rose
Der Seemann und die Nonne (Heaven Knows, Mr. Allison) – John Lee Mahin, John Huston
Glut unter der Asche (Peyton Place) – John Michael Hayes
Sayonara – Paul Osborn

### Original-Drehbuch
Warum hab’ ich ja gesagt? (Designing Woman) – George Wells
Ein süßer Fratz (Funny Face) – Leonard Gershe
Der Mann mit den 1000 Gesichtern (Man of a Thousand Faces) – Ralph Wheelwright, Robert Wright Campbell, Ivan Goff, Ben Roberts
Stern des Gesetzes (The Tin Star) – Barney Slater, Joel Kane, Dudley Nichols
Vitelloni (Die Müßiggänger) (I Vitelloni) – Federico Fellini, Ennio Flaiano, Tullio Pinelli

## Ehrenpreise

### Ehrenoscar
Gilbert M. Anderson
Charles Brackett
B. B. Kahane
Society of Motion Picture and Television Engineers

### Jean Hersholt Humanitarian Award
Samuel Goldwyn

### Academy Award of Merit
Todd-AO Corp., Westrex Corp.
Motion Picture Research Council

### Scientific and Engineering Award
Société d'Optique et de Mécanique de Haute Précision
Harlan L. Baumbach, Lorand Wargo, Howard M. Little

### Technical Achievement Award
Charles E. Sutter, William Bryson Smith